# Angelė Rupšienė
Angelė Rupšienė, z domu  Jankūnaitė (ur. 27 czerwca 1952 w Wilnie) – litewska koszykarka. W barwach ZSRR dwukrotna złota medalistka olimpijska.
Z reprezentacją ZSRR dwukrotnie sięgała po złoto igrzysk olimpijskich (1976 i 1980), również dwukrotnie była mistrzynią świata (1971 i 1975). Trzy razy zostawała mistrzynią Europy.